# Herb gminy Kaźmierz
Herb gminy Kaźmierz – symbol gminy Kaźmierz.

## Wygląd i symbolika
Herb przedstawia na tarczy w polu złotym czerwony mur ceglany, z trzema okrągłymi basztami zakończonymi blankowanymi prostokątnie koronami.
W wyniku prowadzonych badań heraldycznych i sfragistycznych udało się zrekonstruować herb miejski stosowany przez burmistrza Kaźmierza w 1647 r..